# ブルジュ・アル・アラブ

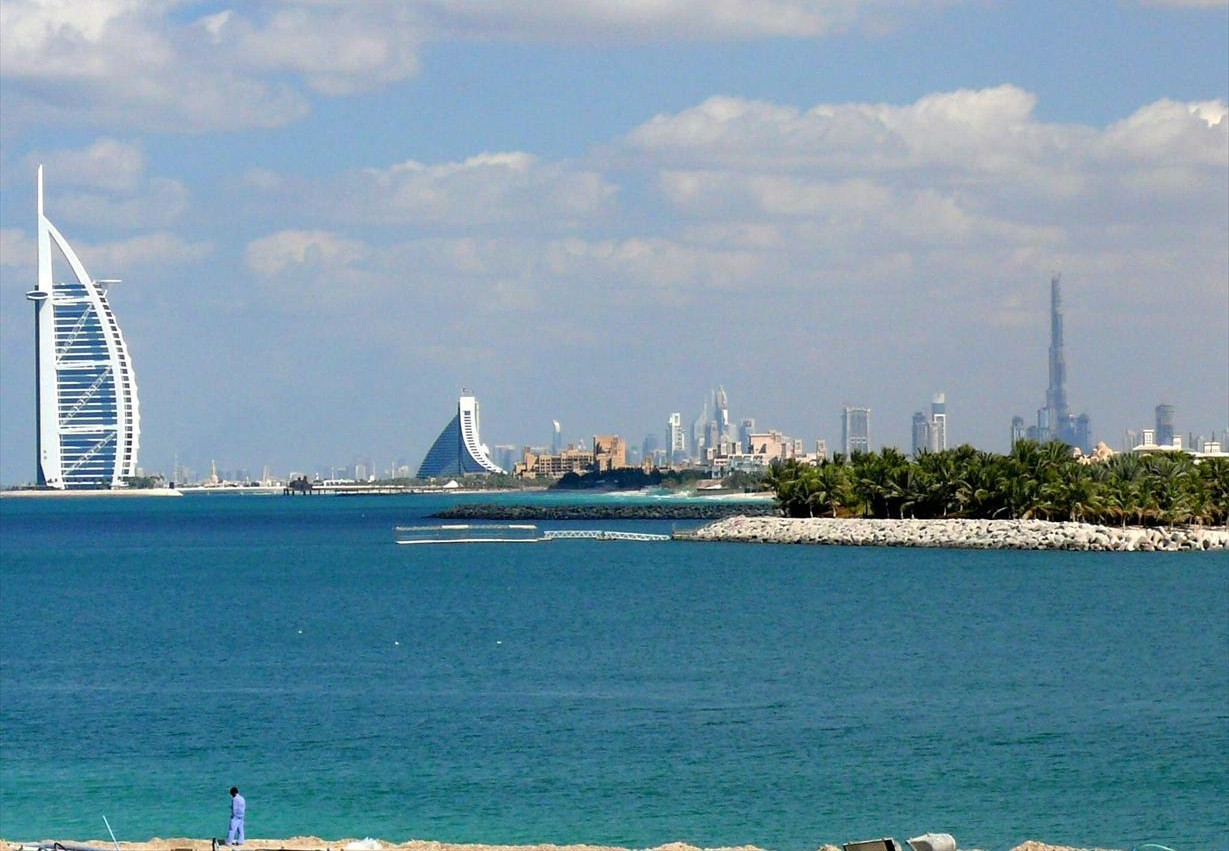
ブルジュ・アル・アラブとドバイスカイライン（2008年）

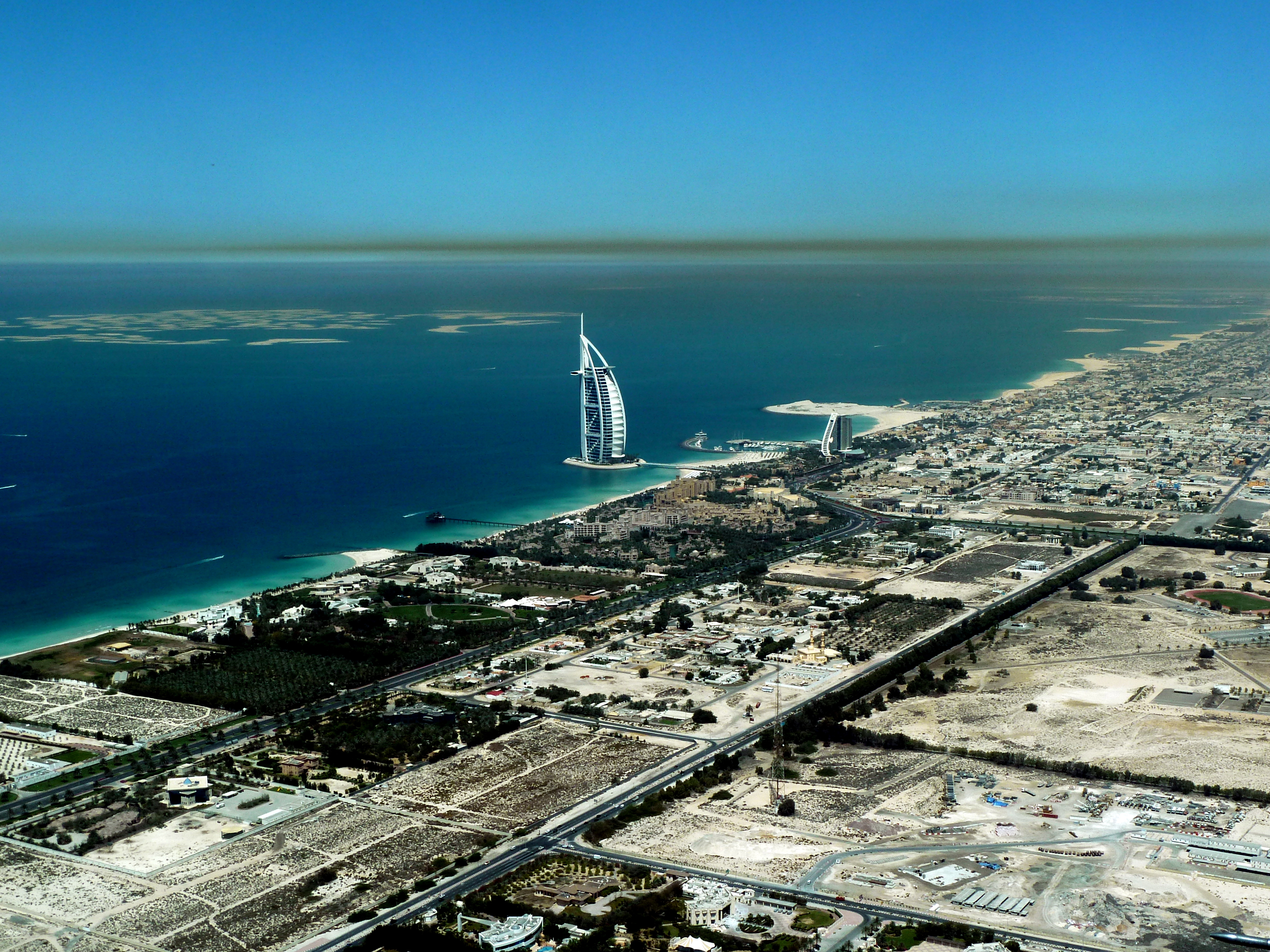
ブルジュ・アル・アラブ（ヘリコプターからの景色）

ブルジュ・アル・アラブ（アラビア語 برج العرب 、訳：「アラブの塔」）は、ドバイにあるホテル。ドバイ政府観光・商務局の5段階の格付けによると「5つ星」の最高級ホテルである。
※自称、または世間では『7つ星ホテル』と呼称され、世界唯一の最高ランクホテルとされている。
アラブタワーということもあるが、英語でも正式名称は Burj al-Arab であり、訳す場合は Tower of the Arabs が多い。

## 沿革
かつてこの地で営業していたシカゴ・ビーチ・ホテルの後継施設として、1994年に沖合の埋立工事を開始。建物の建設工事を経て1999年12月1日にオープンした。高級ホテルチェーンのジュメイラ・インターナショナルが所有・運営を行う。
名実ともに世界屈指の超高級ホテルであり、宿泊代金は最低でも1人1泊3500ドル以上と高額に設定されている。
2021年にフランスのDJ、デヴィッド・ゲッタが屋上ヘリポートでオンラインライブを開催した。

## 位置
ペルシャ湾に面する砂浜から280m離れた海上に造られた人工島に位置する。本土とは橋でつながっている。

## 構造
高さは328mで、ホテルとして同じドバイのローズタワー(333m)が出来るまで世界最高の高さを誇っていた。なお平壌の柳京ホテルは330mあったが、こちらは15年間工事が中断され、完成前にローズタワーが営業を開始しており世界一の記録に含まれていない。
ダウ船（アラビアの船の一つ）の帆を模してデザインされており、建物の影がリゾート海岸にかからない様に配慮されている。設計はイギリスのアトキンス社。
建物上部（210m）にある円状のヘリパッドは、ゴルフ練習場や貸切のテニスコートにもなり、ヘリパッドからのチェックイン、チェックアウトも可能。2005年にはアンドレ・アガシとロジャー・フェデラーがそこでテニスを行っている。

## 建物内
世界でもトップクラスの高層建築であり、目を見張るような吹き抜けを誇る。全202室が全てメゾネットタイプとなっており、2階構造。1階が居間などで2階が寝室などに当てられており、アラビア海や砂漠の景色を一望できる。宿泊料金は、1人最低15万円最高250万円の設定となっている。

## ギャラリー

画像
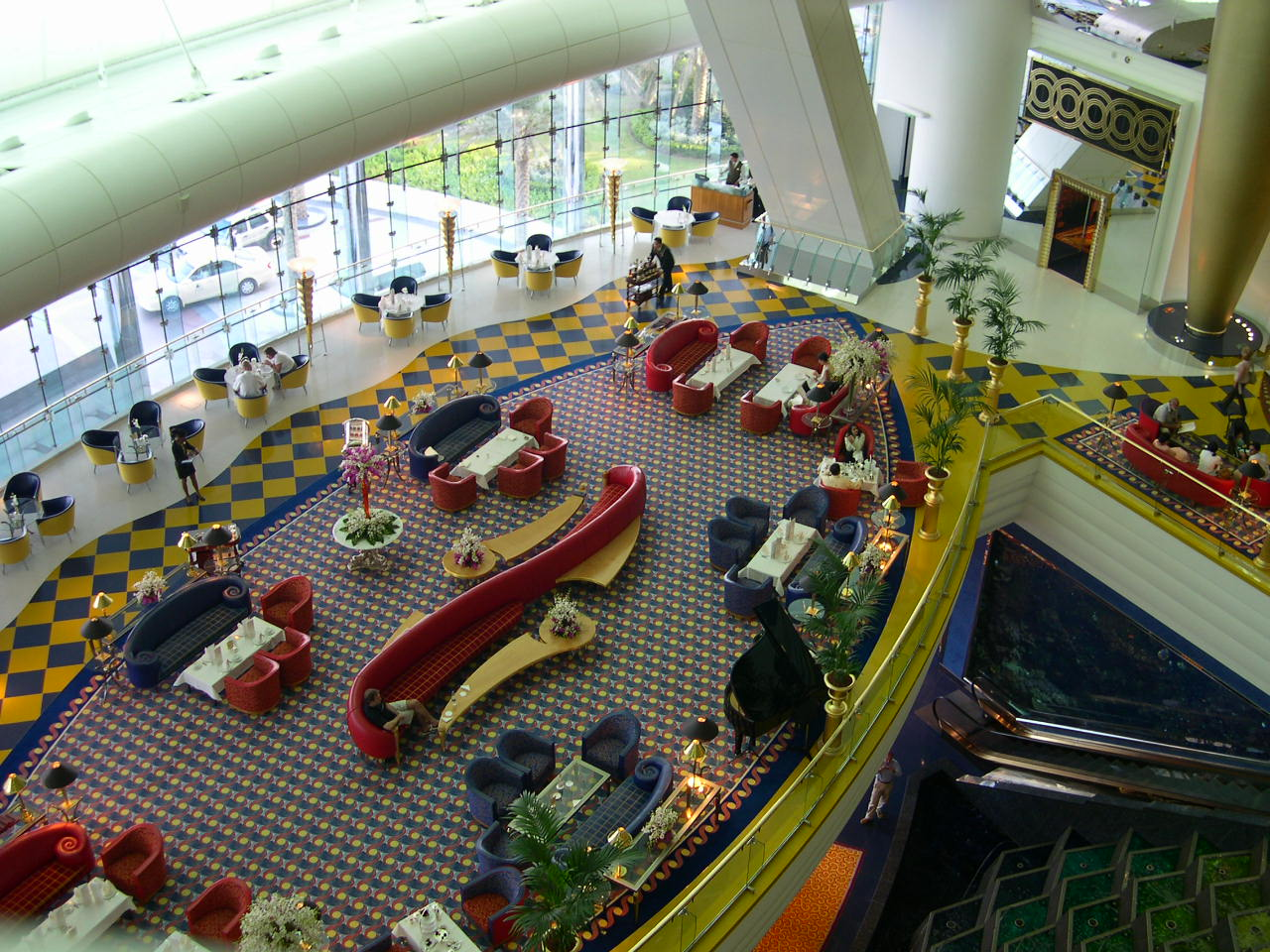
ロビー
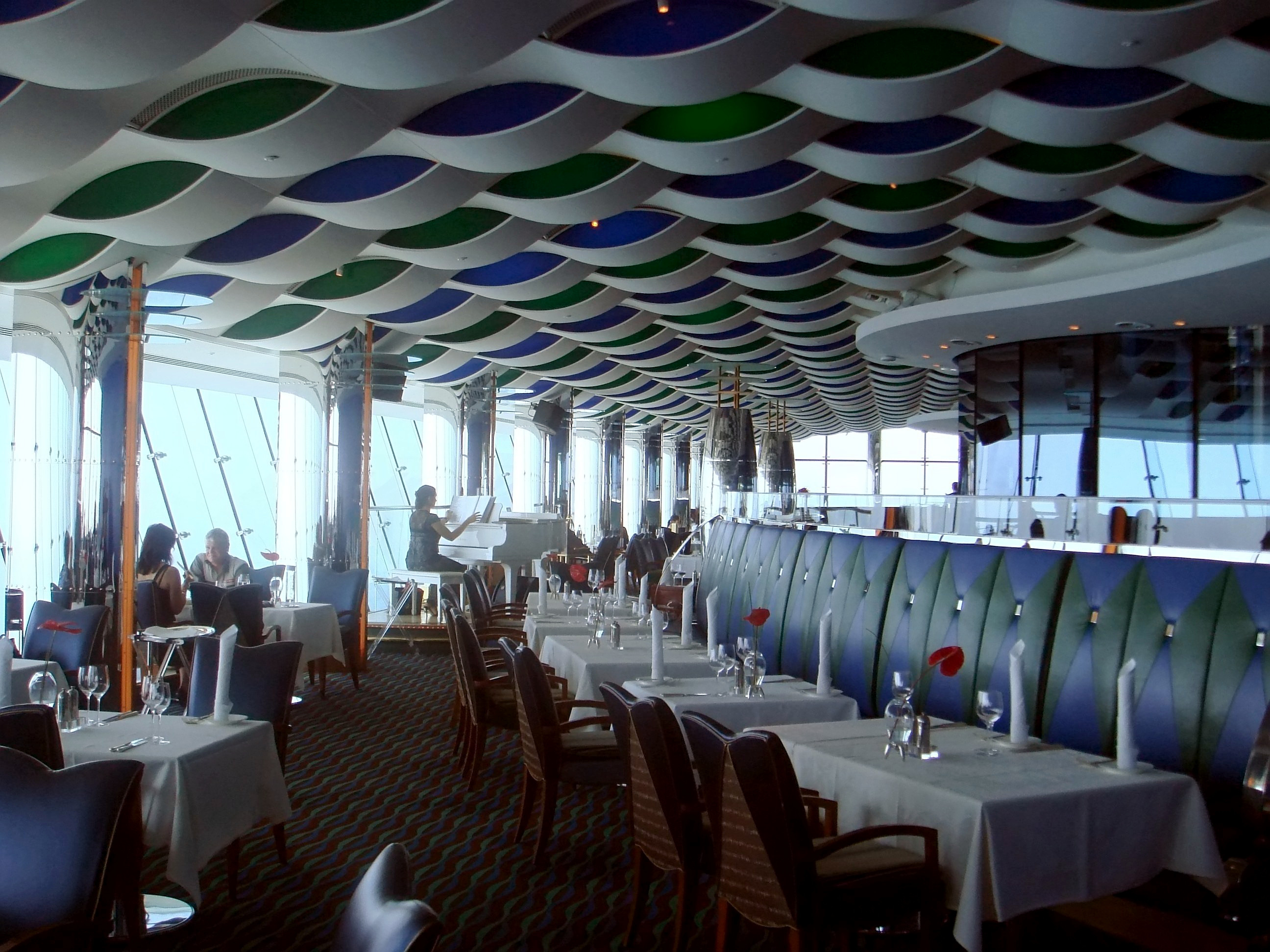
アル・ムンタハ (ドバイ)、レストラン
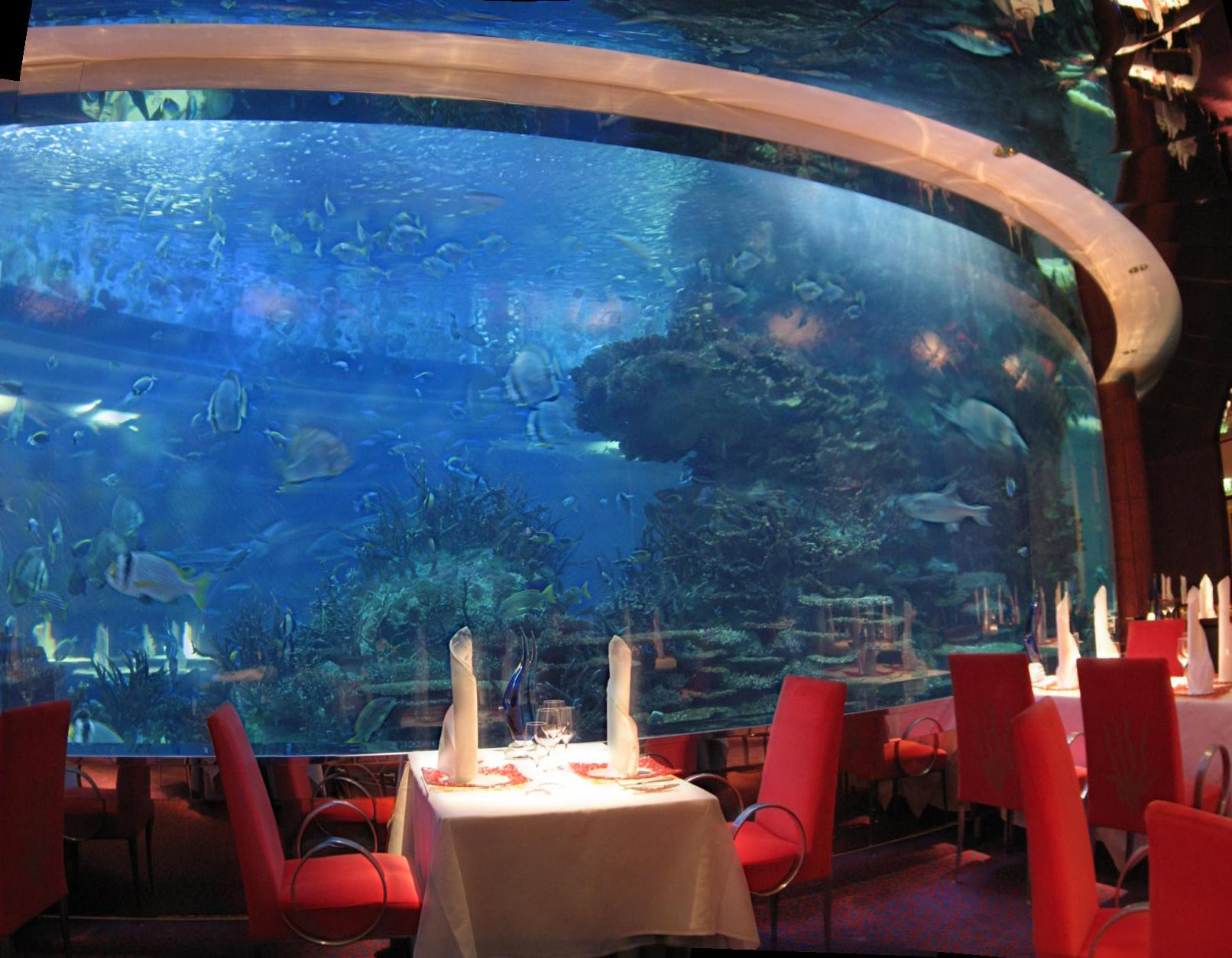
アル・マハラ (ドバイ)、レストラン
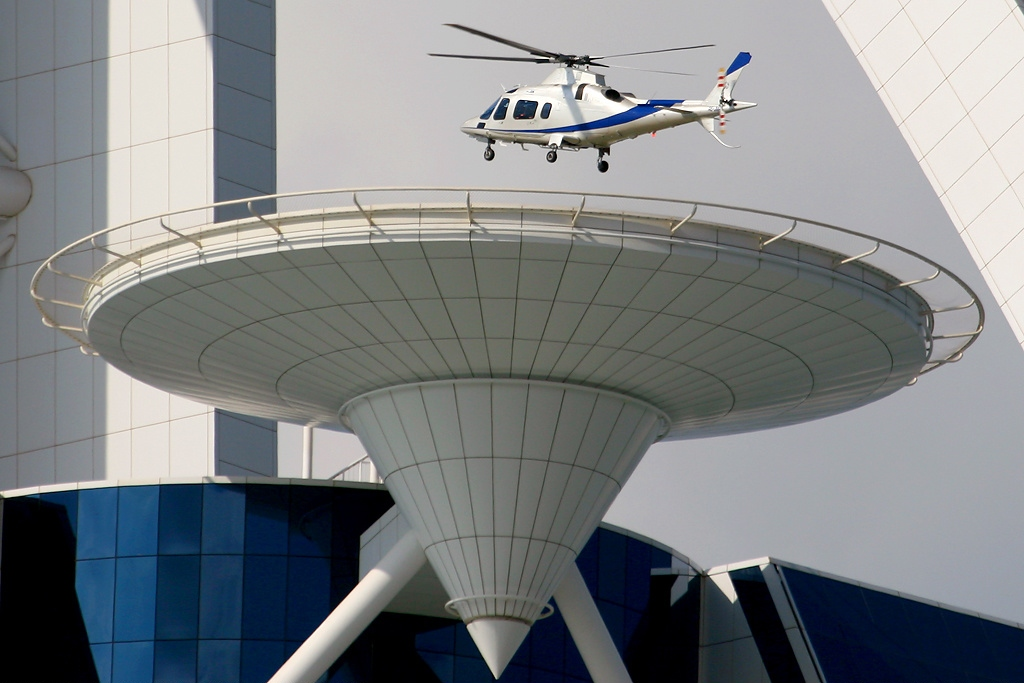
ヘリコプタープラットフォーム
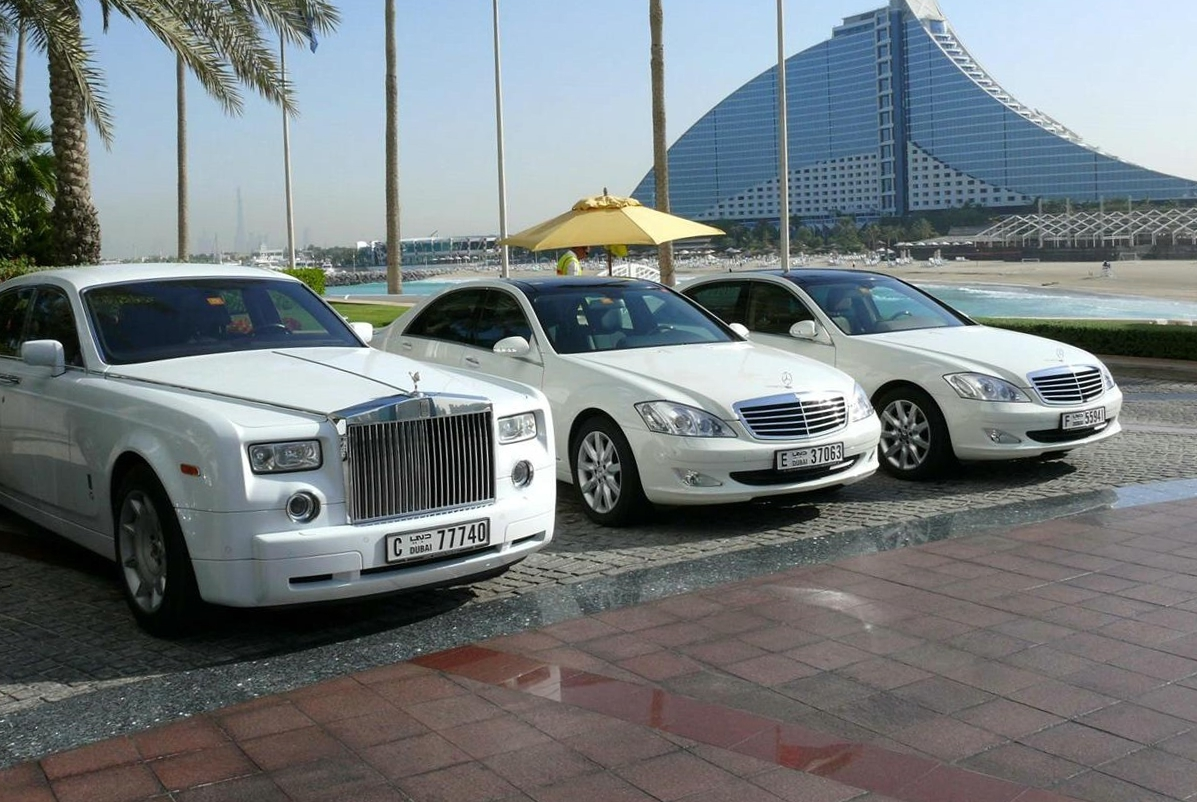
高級車（2007年）